# أديب سلامة
أديب النمر سلامة (حماه 1953-) ملقب بسفاح حلب لواء سابق وأحد أبرز رموز النظام السابق في سوريا، عُرف بسجله الدموي الحافل بالانتهاكات الجسيمة التي ارتكبها خلال فترة رئاسته لفرع المخابرات الجوية في المنطقة الشمالية بحلب.
أُدرج اسم أديب سلامة في قوائم العقوبات الأوربية، والعقوبات البريطانية، إضافة للعقوبات الكندية، حيث كان يشرف بصورة مباشرة على عمليات القتل والاعتقال التعسفي والتعذيب التي كان يقوم بها عناصر فرع المخابرات الجوية في المنطقة الشمالية ضد السوريين.

## مسيرته
سنة 2006، ترأس أديب لفرع المخابرات الجوية في المنطقة الشمالية بحلب، وقاد عمليات قتل وتعذيب وتنكيل بالمتظاهرين أثناء الثورة السورية بالإضافة إلى عمليات تزوير ملكيات عقارات وصفقات مشبوهة.
في 2016، خاف الرئيس السوري المخلوع من نفوذ أديب خاصة بعد تلقيبة ب رئيس حلب ، فعزله من رآسة فرع المخابرات وعينه بمنصب معاون مدير إدارة المخابرات الجوية في دمشق.

## الجرائم
ومن أبرز الجرائم التي ارتبط اسم أديب سلامة بها خلال فترة خدمته بحلب:
- 22/6/2012، مجزرة حي صلاح الدين بحلب، والتي أطلق فيها عناصر الأمن النار على المتظاهرين، بأمر مباشر من أديب سلامة.
- 20/7/2012، مجزرة حي الشعار بحلب حيث أطلقت قوى الأمن التابعة لسلامة النار على المصلين في جامع نور الشهداء ما أدى إلى مقتل نحو 26 من المدنيين.
- 5/8/2012، مجزرة حي الخالدية بحلب والتي قام فيها عناصر مخابرات القوى الجوية بإعدام ميداني لعدد من المدنيين رمياً بالرصاص بأمر مباشر من أديب سلامة.
- 2/11/2012، مجزرة حي العامرية بحلب حيث اقتحمت قوى الأمن حي العامرية واختطفت عدداً من المدنيين، وقامت بإعدامهم وإلقاء جثثهم في أقبية أحد مباني الحي، وتم التأكد من أن قتلهم كان بأمر مباشر من اللواء أديب سلامة.
- 29/1/2013، مجزرة نهر قويق بحلب والتي راح ضحيتها 128 مدنياً أطلق عناصر المخابرات النار على رؤوسهم وألقوا بجثثهم في نهر قويق الذي يمر مجراه من مناطق سيطرة النظام إلى مناطق سيطرة المعارضة آنذاك، وتعتبر هذه الجريمة من أبشع الجرائم في حلب في تلك الفترة حيث أكد شهود عيان أن عدداً من الذين تمت تصفيتهم كانوا معتقلين لدى فرع المخابرات الجوية برئاسة أديب سلامة.
- 27/2/2013، مجزرة قرية الملكية بحلب والتي قامت فيها قوى النظام برفقة عناصر من ميلشيات شيعية بارتكاب مجزرة في بلدة المالكية بريف حلب راح ضحيتها 70 من الأطفال والشيوخ، تم إعدامهم رمياً، ثم حرقت منازلهم وذلك بأوامر مباشرة من أديب سلامة.
- 4/4/2013، مجزرة قرية عزيزة والتي اقتحمتها عناصر الأمن، واعتقلت 22 شاباً من أهل القرية، ثم وأعدمتهم ميدانياً ومثلت بجثثهم.
- 16/4/2013، مجزرة حي الصاخور بحلب والتي راح ضحيتها 33 مدني، أُلقيت جثثهم في المنطقة الواقعة بين إشارات الشيخ خضر وإشارات الميدان في حي الصاخور.